# Alemanes de Rumania

Territorios de población germánica en Transilvania.

Los alemanes de Rumania o Rumäniendeutsche constituyen una minoría étnica histórica del país rumano, especialmente en Transilvania. Según una estimación demográfica de 1938, constituían una población de setecientos mil habitantes dentro de las fronteras de Rumanía. A pesar de compartir una lengua común, no constituían un grupo cultural unificado debido a sus diferentes orígenes históricos:
- Los sajones de Transilvania constituyen el mayor de estos grupos, y a menudo tratados por antonomasia como «los alemanes de Rumanía».
- Los suabos de Satu Mare y la mayoría de los suabos del Banato, siendo el conjunto de los grupos de suabos del Danubio en Rumania.
- Los Landler transilvanos protestantes.
- Los zipser.

Estos grupos de origen germánico tienen representación política a través del partido Foro Democrático de los Alemanes de Rumanía.
Razones bélicas en Baviera motivaron la emigración de un gran número de pobladores de la región de Suabia hacia el Banato en Rumania, en busca de nuevos horizontes y mejores posibilidades económicas. Los primeros colonos suabos instalados en el Banato aparecieron en 1796.

## Demografía
El censo de 1948, realizado al término de la Segunda Guerra Mundial, provocó el éxodo y expulsión de muchas de las poblaciones germánicas asentadas en los países de la Europa Central y Oriental, arrojaba una población de 343.913 ciudadanos alemanes asentados en Rumanía, que representaban un 2,2 % del total de la población rumana. Durante el período de gobierno comunista, la población alemana permaneció más o menos estable, pero tras la caída del dictador rumano Nicolae Ceauşescu y la apertura del país hacia Occidente, gran parte de la población alemana ha emigrado, especialmente hacia Alemania.
- 1956 -- 384 708
- 1977 -- 359 109
- 1992 -- 111 301
- 2002 -- 60 008
- 2011 -- 36 042
- 2021 -- 22 900